# Grand Prix Formule 1 van de Verenigde Staten 2001
De Grand Prix Formule 1 van de Verenigde Staten 2001 werd gehouden op 30 september 2001 op Indianapolis Motor Speedway in Indianapolis.

## Uitslag
| Positie | Nummer | Rijder                | Team               | Ronden | Tijd/Opgave     | Startplaats | Punten |
| ------- | ------ | --------------------- | ------------------ | ------ | --------------- | ----------- | ------ |
| 1       | 3      | Mika Häkkinen         | McLaren - Mercedes | 73     | 1:32:42.840     | 4           | 10     |
| 2       | 1      | Michael Schumacher    | Scuderia Ferrari   | 73     | +11.046         | 1           | 6      |
| 3       | 4      | David Coulthard       | McLaren - Mercedes | 73     | +12.043         | 7           | 4      |
| 4       | 11     | Jarno Trulli          | Jordan-Honda       | 73     | +57.423         | 8           | 3      |
| 5       | 18     | Eddie Irvine          | Jaguar Racing      | 73     | +1:12.434       | 14          | 2      |
| 6       | 16     | Nick Heidfeld         | Sauber - Petronas  | 73     | +1:12.996       | 6           | 1      |
| 7       | 12     | Jean Alesi            | Jordan-Honda       | 72     | +1 Ronde        | 9           |        |
| 8       | 7      | Giancarlo Fisichella  | Benetton Formula   | 72     | +1 Ronde        | 12          |        |
| 9       | 8      | Jenson Button         | Benetton Formula   | 72     | +1 Ronde        | 10          |        |
| 10      | 22     | Heinz-Harald Frentzen | Prost Grand Prix   | 72     | +1 Ronde        | 15          |        |
| 11      | 9      | Olivier Panis         | BAR-Honda          | 72     | +1 Ronde        | 13          |        |
| 12      | 19     | Pedro de la Rosa      | Jaguar Racing      | 72     | +1 Ronde        | 16          |        |
| 13      | 15     | Enrique Bernoldi      | Arrows - Asiatech  | 72     | +1 Ronde        | 19          |        |
| 14      | 23     | Tomáš Enge            | Prost Grand Prix   | 72     | +1 Ronde        | 21          |        |
| 15      | 2      | Rubens Barrichello    | Scuderia Ferrari   | 71     | Motor           | 5           |        |
| Ret     | 10     | Jacques Villeneuve    | BAR-Honda          | 45     | Wielophanging   | 18          |        |
| Ret     | 14     | Jos Verstappen        | Arrows - Asiatech  | 44     | Motor           | 20          |        |
| Ret     | 6      | Juan Pablo Montoya    | Williams-BMW       | 38     | Hydrauliek      | 3           |        |
| Ret     | 20     | Alex Yoong            | Minardi            | 38     | Versnellingsbak | 22          |        |
| Ret     | 5      | Ralf Schumacher       | Williams-BMW       | 36     | Gespind         | 2           |        |
| Ret     | 21     | Fernando Alonso       | Minardi            | 36     | Aandrijfas      | 17          |        |
| Ret     | 17     | Kimi Räikkönen        | Sauber - Petronas  | 2      | Aandrijfas      | 11          |        |

## Wetenswaardigheden
- Laatste overwinning en podiumplaats: Mika Häkkinen
- Dit was de eerste autorace in Amerika na de aanslagen op 11 september 2001.
- Dit is de enige race dit seizoen dat beide McLarens op het podium eindigden.
- Rubens Barrichello was op koers voor een tweede plaats achter Mika Häkkinen, maar viel 2 ronden voor het einde uit door motorpech.
- Bij de start kwam de Prost van Tomáš Enge niet weg.
- Er was een receptie op zondagmorgen om Amerikaanse Formule 1-coureurs te eren. Drie van de zes Amerikanen die in de eerste Grand Prix van Amerika in 1959 in Sebring, Florida deelnamen waren aanwezig - Phil Hill, de eerste Amerikaanse Formule 1-wereldkampioen; Rodger Ward, tweemaal winnaar van de Indianapolis 500; en Bob Said.
- John Mellencamp zong voor de race zijn lied "Peaceful World", omdat deze race slechts 3 weken na de aanslagen op 11 september 2001 plaatsvond.
- In de race stond op Jean Alesi's Jordan "200", omdat dit zijn 200ste Grand Prix is.
- Enkele uren na de race verloor Jarno Trulli zijn vierde plaats, maar na beroep van het team kreeg hij deze toch weer terug.
- In de Verenigde Staten werd deze race uitgezonden op ABC in plaats van Speed Channel. Speed Channel herhaalde de race later wel.
- Dit was de laatste race waarin de Brit Murray Walker commentaar gaf op ITV. Na de race kreeg hij een steen van de originele baan (beter bekend als "Brickyard") aangeboden als een herinnering.

## Statistieken
| Snelste ronde | Juan Pablo Montoya | Williams-BMW | 1:14.448 |

## Noot
- Dit was de tweehonderdste Grand Prix-start voor Jean Alesi. Hiermee was Alesi na Riccardo Patrese, Nelson Piquet, Andrea de Cesaris en Gerhard Berger de vijfde coureur die minstens 200 Grands Prix had gereden.
- Driehonderdste Grand Prix-start voor een Finse coureur.
- Vijftigste podiumplaats voor David Coulthard.
- Dit was de 25ste Grand Prix-winst voor een Finse coureur.

Grand Prix Formule 1 van de Verenigde Staten: 1908 · 1910 · 1911 · 1912 · 1914 · 1915 · 1916 · 1959 · 1960 · 1961 · 1962 · 1963 · 1964 · 1965 · 1966 · 1967 · 1968 · 1969 · 1970 · 1971 · 1972 · 1973 · 1974 · 1975 · 1976 · 1977 · 1978 · 1979 · 1980 · 1989 · 1990 · 1991 · 2000 · 2001 · 2002 · 2003 · 2004 · 2005 · 2006 · 2007 · 2012 · 2013 · 2014 · 2015 · 2016 · 2017 · 2018 · 2019 · 2021 · 2022 · 2023 · 2024 · 2025 · 2026

Indianapolis 500: 1950 · 1951 · 1952 · 1953 · 1954 · 1955 · 1956 · 1957 · 1958 · 1959 · 1960

Grand Prix Formule 1 van de Verenigde Staten West: 1976 · 1977 · 1978 · 1979 · 1980 · 1981 · 1982 · 1983

Grand Prix Formule 1 van Las Vegas: 1981 · 1982 · 2023 · 2024 · 2025

Grand Prix Formule 1 van de Verenigde Staten Oost: 1982 · 1983 · 1984 · 1985 · 1986 · 1987 · 1988

Grand Prix Formule 1 van Dallas: 1984

Grand Prix Formule 1 van Miami: 2022 · 2023 · 2024 · 2025 · 2026 · 2027 · 2028 · 2029 · 2030 · 2031 · 2032 · 2033 · 2034 · 2035 · 2036 · 2037 · 2038 · 2039 · 2040 · 2041